# Alex Éric
Alex Éric (Matoury, Guayana Francesa, 21 de septiembre de 1990) es un futbolista francoguyanés que actualmente juega como delantero en el Matoury en el Campeonato Nacional de la Guayana Francesa. Es internacional con la selección de fútbol de Guayana Francesa.

## Carrera

### Clubes
| Club       | País             | Año   |
| ---------- | ---------------- | ----- |
| US Matoury | Guayana Francesa | 2009- |

### Selección nacional
Éric hizo su debut en la selección nacional con la Guayana Francesa el 25 de febrero de 2016 en una derrota por 2-3 contra Surinam.
Anotó su primer gol internacional el 7 de septiembre de 2018, anotando un tiro penal en la victoria por 5-0 contra Anguila, como parte de la clasificación de la Liga de Naciones CONCACAF 2019-20.

#### Goles internacionales
| N.º | Fecha                   | Lugar                                                   | Adversario             | Gol  | Resultado | Competencia                                           |
| --- | ----------------------- | ------------------------------------------------------- | ---------------------- | ---- | --------- | ----------------------------------------------------- |
| 1.  | 7 de septiembre de 2018 | Centro técnico Raymond E. Guishard, The Valley, Anguila | Anguila                | 3 –0 | 5–0       | Clasificación de la Liga de Naciones CONCACAF 2019-20 |
| 2.  | 8 de septiembre de 2019 | Parque Warner, Basseterre, San Cristóbal y Nieves       | San Cristóbal y Nieves | 2 –1 | 2–2       | 2019-20 CONCACAF Liga de Naciones B                   |